# Jakob Andreas Weber
Jakob Andreas Weber (auch Jacob; * 1741 in Bietigheim; † 17. Januar 1792 in Grub am Forst) war ein deutscher Chemiker und Fachschriftsteller.
Webers Lebensweg ist weitgehend unbekannt. Er studierte an der Universität Tübingen. Dort wurde er 1760 zum Dr. med. promoviert. Anschließend lebte er einige Zeit in Tübingen. Er wurde zum gräflich Wiedschen Hofrat ernannt und ging um 1785 nach Wien. Zuletzt lebte er in Grub am Forst, wo er für die Sand’sche Berlinerblaufabrik arbeitete.

## Werke (Auswahl)
- Vollständige theoretische und praktische Abhandlung von dem Salpeter und der Zeugung desselben: Nebst einer Abhandlung von der Gährung, Heerbrandt, Tübingen 1779.
- Physicalisch-chemisches Magazin für Aerzte, Chemisten und Künstler, 2 Bände, Wever, Berlin 1780.
- Physikalische-Chemische Untersuchung der Thierischen Feuchtigkeiten, Heerbrandt, Tübingen 1780.
- Beschreibung einiger zum Gebrauch der dephlogistisirten Luft bey dem Blaserohr und Schmelzfeuer eingerichteten Maschinen: samt einer Anweisung sich die dephlogistisirte Luft in Menge zu verschaffen, Heerbrandt, Tübingen 1785.
- Nützliche Wahrheiten für Fabrikanten und Künstler, Stahel, Wien 1787.
- Leichtfaßliche Chemie für Handwerker und deren Lehrlinge, Heerbrandt, Tübingen 1793.
- Entdeckte chemische Geheimnisse: Ein hinterlassenes Werk, Gehra, Wien 1793.